# دولاب بايين (شورآب)
دولاب بایین (بالفارسية: دولاب پایین) هي قرية تقع في إيران في قسم شورآب الريفي. يقدر عدد سكانها بـ 152 نسمة بحسب إحصاء 2016.